# Rue des Fontaines (Toulouse)
Pour les articles homonymes, voir Rue des Fontaines.
La rue des Fontaines (en occitan : carrièra dels Fonts) est une voie de Toulouse, chef-lieu de la région Occitanie, dans le Midi de la France.

## Situation et accès

### Description
La rue des Fontaines est une voie publique. Elle traverse les quartiers de la Patte d'Oie et de Bourrassol. 
La rue des Fontaines correspond à la première partie du chemin vicinal 28, de Toulouse au village de Saint-Martin-du-Touch (actuelles rue des Fontaines et route de Bayonne). Longue de 1 814 mètres, elle débute au nord-ouest de la place du Ravelin et suit un parcours orienté au nord-ouest jusqu'à la rue du Docteur-Émile-Roux. Elle est ensuite orientée plus à l'ouest, jusqu'à la rue d'Antipoul, puis suit un parcours presque rectiligne, orienté au nord-ouest jusqu'à l'avenue de Casselardit.
La chaussée compte dans sa première section, entre la place du Ravelin et la rue Jacques-Roudil, deux voies de circulation automobile, et ensuite, entre la rue Jacques-Roudil et l'avenue de Casselardit, une seule voie de circulation à sens unique. Elle est définie comme une zone 30 et la vitesse y est limitée à 30 km/h. Dans sa première section, il n'existe pas de bande, ni de piste cyclable. Entre la rue Jacques-Roudil et le boulevard Jean-Brunhes, la rue des Fontaines est à double-sens cyclable et possède une bande cyclable réservée aux cyclistes à contre-sens. Enfin, entre le boulevard Jean-Brunhes et l'avenue de Casselardit, la rue des Fontaines ne possède ni bande, ni de piste cyclable, tandis que la circulation à contre-sens y est interdite.

### Voies rencontrées
La rue des Fontaines rencontre les voies suivantes, dans l'ordre des numéros croissants (« g » indique que la rue se situe à gauche, « d » à droite) :
1. Place du Ravelin
2. Rue Jacques-Roudil (d)
3. Rue Gamelsy (g)
4. Rue Nestor-Brun (g)
5. Rue du Docteur-Émile-Roux (g)
6. Rue Labruyère (g)
7. Rue d'Antipoul (g)
8. Boulevard Jean-Brunhes
9. Rue des Braves (g)
10. Rue Pouvillon (d)
11. Rue Dufaur-de-Pibrac (g)
12. Impasse Pouvillon (d)
13. Rue Paul-Décamps (d)
14. Rue Milhès (d)
15. Rue de la Cartoucherie (g)
16. Rue Pierre-Souffron (d)
17. Rue Bertrand-Massonnié (g)
18. Rue Antonio-Vivaldi (d)
19. Rue Adolphe-Talazac (d)
20. Rue Paul-Merlin (d)
21. Rue Charleville (g)
22. Rue des Gais-Pinsons (d)
23. Avenue de Casselardit

### Transports
La rue des Fontaines est parcourue et desservie, entre le boulevard Jean-Brunhes et l'avenue de Casselardit, par la ligne de bus 66. Elle est de plus parallèle à l'avenue de Grande-Bretagne, où se trouvent les stations Zénith et Cartoucherie, sur la ligne de tramway , ainsi que les arrêts des lignes du Linéo L2 et du bus 45. À l'est, la station de métro la plus proche est la station Saint-Cyprien – République, sur la ligne de métro , près de laquelle se trouvent les arrêts des lignes de Linéo L14 et de bus 13314566.
Il existe plusieurs stations de vélos en libre-service VélôToulouse le long de la rue des Fontaines ou des voies les plus proches : les stations no 80 (89 bis allées Charles-de-Fitte), no 136 (face 175 rue des Fontaines), no 137 (68 boulevard Jean-Brunhes) et no 226 (face 287 rue des Fontaines).

## Odonymie
La rue des Fontaines est déjà désignée, au XVe siècle, comme le chemin des Fontaines. Ce nom lui vient des nombreuses sources et des fontaines (font, « source » ou « fontaine » en occitan médiéval) qui traversaient le chemin. Aux XVIe et XVIIe siècles, elle est également désignée comme le chemin de Colomiers ou encore de Saint-Martin – Colomiers et Saint-Martin-du-Touch étant deux villages auxquels il menait.

## Histoire

### Moyen Âge et période moderne
Au Moyen Âge, le chemin des Fontaines est un chemin rural qui traverse la campagne à l'ouest de la ville et de son faubourg de la rive gauche, Saint-Cyprien. Le chemin naît face au ravelin de la porte de l'Isle (emplacement de l'actuelle place du Ravelin). Il tient son nom des nombreuses sources qui descendent de la terrasse de la Garonne et s'écoulent en traversant le chemin. La fontaine des Trois-Canelles, qui s'écoule dans les fossés du rempart de la ville, alimente le faubourg en eau potable. Plus loin, la fontaine Sainte-Marie tient son nom d'une chapelle reconstruite au XVIIe siècle : son canal est franchi par un pont. 

### Époque contemporaine
Au XIXe siècle, la rue des Fontaines compte de nombreux lavoirs publics, c'est-à-dire des établissements privés ouverts au public. En 1860, on en compte sept, soit la moitié des lavoirs de la ville, dont le lavoir de la Carotte, le lavoir Sainte-Marie et les Trois-Canelles. En 1865, il y en 11, puis en 1895 seulement 9. Progressivement, la progression de l'urbanisation le long de la rue des Fontaines fait disparaître cette ancienne activité : en 1920, on ne compte plus que cinq lavoirs.
En 1925, la cité-jardin des Fontaines est réalisée entre la rue des Fontaines, le boulevard Richard-Wagner, la rue des Églantiers (actuelle rue Adolphe-Talazac) et l'avenue de Casselardit. En 1926, c'est le lotissement Saint-Raymond, le long de la rue du même nom (actuelle rue Labruyère). En 1927, la cité-jardin de Casselardit est réalisée par la Société méridionale foncière. En 1932, le lotissement Morhange est aménagé autour des rues du Docteur-Émile-Roux et du Docteur-Léon-Calmette.
Dans la deuxième moitié du XXe siècle, la construction des immeubles se développe, tels la résidence Fontaines 1984.

## Patrimoine et lieux d'intérêt

### Immeubles et maisons
- no  3 : maison (deuxième moitié du XIXe siècle)[12].
- no  9 : maison Dangely (1859)[13].
- no  91-95 : résidence des Fontaines (1984)[14].
- no  109 : maison (deuxième quart du XXe siècle)[15].
- no  174-190 : résidence Parc-de-Bourrassol (1967)[16],[17].
- no  218 : maison (deuxième quart du XXe siècle)[18].
- no  230 : maison (deuxième quart du XXe siècle)[19].
- no  254 : villa Maïtena (1938)[20].
- no  256 : maison Astre (fin du XVIIIe siècle)[21].

### Groupe scolaire les Gais Pinsons
- no  270 : école élémentaire les Gais Pinsons.

### Parcs et jardins
- no  86 : stade des Fontaines. 
Le stade des Fontaines est d'abord voué à la Jeunesse olympique de Bourrassol, club de sport fondé en 1932 par le père Clément. En 1963, le club devient l'A.S. Espérance Bourrassol, puis en 1978 le Toulouse Fontaines Club[2]. En 2016, le club a fusionné avec Toulouse St-Jo pour former le Toulouse Métropole Football Club, dont le siège est au stade Pierre-Cahuzac, à la base de loisirs des Argoulets[22].

- no  128 : jardin des Fontaines.

## Personnalité
- Marthe Varsi (1899-1967) : née Lamouille, épouse de Jean-Augustin Varsi, elle s'engage auprès des démunis. En 1947, elle est administratrice du Bureau d'aide sociale de la mairie, fondatrice et présidente de l'association départementale d'entraide. Elle mène également une carrière politique, puisqu'elle est responsable départementale du Mouvement républicain populaire (MRP) et, entre 1965 et 1967, conseillère municipale. Elle meurt à son domicile de la rue des Fontaines (actuel no 9). En 1969, la municipalité donne son nom à la rue de la Redoute, entre la place du Ravelin et les allées Charles-de-Fitte[23].